# Otto Šimánek
Otto Šimánek (28. dubna 1925 Třešť – 8. května 1992 Praha) byl český mim, filmový a divadelní herec. Zahrál si v řadě komedií a několika pohádkách. Jeho pravděpodobně nejznámější rolí byla titulní role v seriálu Pan Tau.

## Životopis
Narodil se v rodině jako mladší syn, jeho otec byl synem kováře, matka dcerou hajného, měl bratra Jaroslava. Rodina bydlela ve Stajištích. Později se přestěhovala do pražského Karlína, kde otec pracoval jako vrátný v továrně a matka jako pomocnice v domácnosti.
Otto Šimánek se zajímal o divadlo již ve škole. V pražské Tesle se pak vyučil elektromechanikem a divadlo hrál zatím jen ochotnicky. Celou válku hrál v Dělnické besedě, po válce založil s Václavem Vaňátkem "Divadlo mladých pionýrů" a odtud se dostal do Divadla 5. května, kde se seznámil s Jindřichem Plachtou a také pár měsíců s ním kočoval v Divadle pod Plachtou. Herecké zkušenosti sbíral v různých divadlech. Působil v divadlech ve Zlíně (1947–1954), jednu sezónu v Ostravě a konečně roku 1958 dostal angažmá v Městských divadlech pražských, kde vydržel do roku 1990.
Na divadelních prknech ztvárnil celou řadu velkých rolí. Pro diváky nezapomenutelnou zůstává postava klauna Jeana Debureaua v dramatizaci Kožíkova románu Největší z pierotů, kde mohl plně uplatnit svou lásku k pantomimě. Hraní v pražském divadle také znamenalo příležitost k získání filmových a televizních rolí. Hrál především menší role asi ve čtyřech desítkách filmů. Nejznámější je asi role z filmu Zítra vstanu a opařím se čajem.
Do evropského a částečně i do světového filmového povědomí vstoupila jeho postava pana Tau ve stejnojmenném koprodukčním seriálu režiséra Jindřicha Poláka a scenáristy Oty Hofmana. Pantomimu také vyučoval na Pražské konzervatoři a DAMU. Mezi jeho žáky patřil, mimo jiné, i herec Petr Čepek.
Byl dvakrát ženatý, s první manželkou Hermínou (zemřela později na rakovinu) měl dceru Alexandru. Druhou manželkou byla Ludmila Muchová, kostýmní návrhářka a scénografka.

## Uctění památky

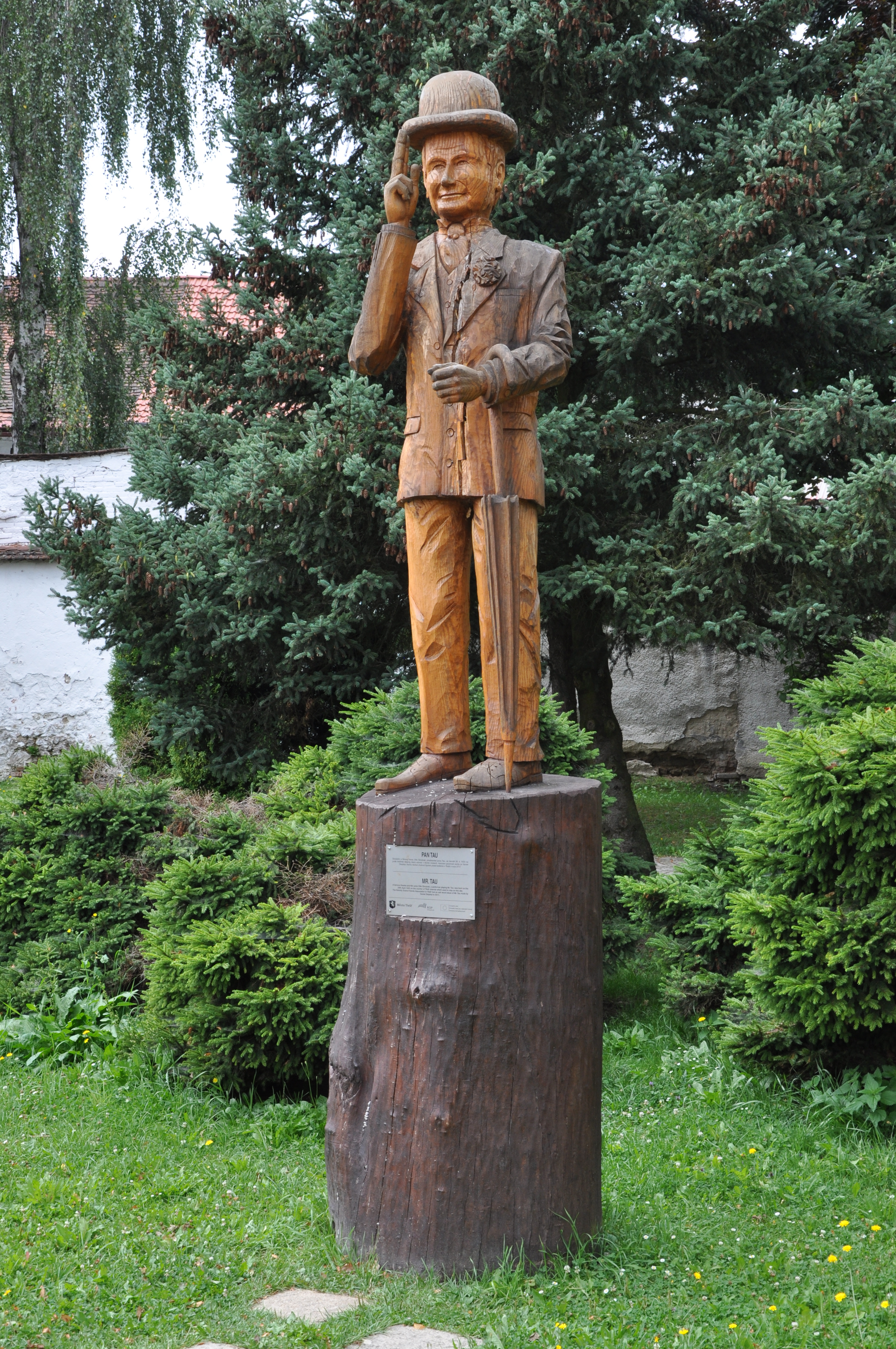
Dřevěná socha pana Tau v Třešti

Na místě, kde stávala lékárna, kde se Otto Šimánek narodil, byla v roce 2011 instalována jasanová socha zobrazující herce v roli pana Tau s typickým pohybem ruky u klobouku. Autorem je Daniel Stejskal.

## Divadelní role, výběr
- 1945 A. P. Čechov: Bankovní jubileum/Medvěd, role: Pavel Fedorovič Barsob, Sluha, Divadlo 5. května
- 1945 Václav Vaňátko: Malý partyzán, 2. gestapák, obchodník Čipera, Divadlo mladých pionýrů
- 1947 Vasilij Karatygin: Bože, to je člověk!, sluha, Divadlo 5. května
- 1947 Molière: Lakomec, Kleantes, Divadlo pracujících Zlín
- 1948 Václav Renč, Aristofanés: Mír, Willi Pittel, Divadlo pracujících Zlín
- 1949 Valentin Kiršoň: Veliká láska, Jan Dvali, Divadlo pracujících Zlín
- 1951 J. K. Tyl: Strakonický dudák, Vocílka, Divadlo pracujících Gottwaldov
- 1952 William Shakespeare: Večer tříkrálový, Třasořitka, Divadlo pracujících Gottwaldov
- 1953 Ilja Prachař: Zlatá srdce, Grabec, Divadlo pracujících Gottwaldov
- 1955 Victor Hugo: Marie Tudorovna, Clinton, Státní divadlo Ostrava
- 1956 Maxim Gorkij: Měšťáci, Bezsemenov, Státní divadlo Ostrava
- 1957 František Kožík: Největší z Pierotů, Deburau, Státní divadlo Ostrava
- 1957 William Shakespeare: Othello, Roderigo, Státní divadlo Ostrava
- 1959 William Shakespeare: Komedie plná omylů, Špetička, Městská divadla pražská
- 1961 Ota Ornest, Václav Šašek: Zázraky se stávají, hostinský, Městská divadla pražská
- 1965 G. B. Shaw: Dům zlomených srdcí, Mazzini Dunn, Městská divadla pražská
- 1966 William Shakespeare: Zkrocení zlé panny, Baptista, Městská divadla pražská
- 1967 Nikolaj V. Gogol: Revizor, okresní soudce, Činoherní klub
- 1967 František Langer: Velbloud uchem jehly, Pešta, Městská divadla pražská
- 1968 Jan Drda: Hrátky s čertem, otec Školastikus, Městská divadla pražská
- 1969 Georges Feydeau: Postarej se o Amálku, princ, Městská divadla pražská
- 1971 Jiří Mahen: Ulička odvahy, Koníček, Městská divadla pražská
- 1972 Maxim Gorkij: Poslední, Jakov, Městská divadla pražská
- 1974 Gerhart Hauptmann: Před západem slunce, Dr. Wuttke, Městská divadla pražská
- 1975 František Langer: Obrácení Ferdyše Pištory, profesor Kostelka, Městská divadla pražská
- 1977 Miroslav Horníček: Tři Alberti a slečna Matylda, baron, Městská divadla pražská
- 1979 Titus M. Plautus: Tlučhuba, Binvivátés, Městská divadla pražská
- 1980 Enn Vetemaa: Svatá Zuzana aneb Škola mistrů, Anton, Albert, Městská divadla pražská
- 1981 J. K. Tyl: Lesní panna, Šimon Moreles, Městská divadla pražská
- 1982 Oldřich Daněk: Příští léto v Locarnu, vrchní, Městská divadla pražská
- 1983 Ignatij Dvoreckij: Soudkyně, Igor Petrovič, Městská divadla pražská
- 1984 Robert Thomas: Mandarinkový pokoj, Pastik, Městská divadla pražská
- 1985 Jean Giraudoux: Bláznivá ze Chaillot, číšník, Městská divadla pražská
- 1986 Ken Kesey: Přelet nad kukaččím hnízdem, Dr. Spivey, Městská divadla pražská
- 1988 Ödön von Horváth: Soudný den, Alfons, Městská divadla pražská
- 1989 William Shakespeare: Zkrocení zlé ženy, baptista Minola, Městská divadla pražská
- 1989 František Nepil: Noc a skála aneb O slabé chvíli, poustevník Ivan, Městská divadla pražská
- 1991 Georges Feydeau: Ten, kdo utře nos, Géromé, Městská divadla pražská
- 1991 Roger Planchon: Tři mušketýři, kancléř Séguir, Městská divadla pražská

## Televize
- 1959 Dařbuján a Pandrhola (inscenace pohádky) – role: Dařbuján
- 1960 Stačí mlčet – role: policista
- 1965 Kupon (inscenace povídky) – role: detektiv Souček
- 1968 Vo modrým ptáčku (pohádka) – role: otec
- 1968 Hříšní lidé města pražského – role: Kostroun
- 1970–1979 Pan Tau – hlavní role: pan Tau, ve druhé řadě též strýc Alfonz
- 1976 Muž na radnici, Přibyl
- 1979 Inženýrská odysea, ředitel závodu
- 1980 Arabela, Dlouhý
- 1983 Návštěvníci, učitel
- 1983 Tři mušketýři, zlatník
- 1984 Lucie, postrach ulice, detektiv
- 1985 Vlak dětství a naděje, číšník
- 1986 Malý pitaval z velkého města, vězeňský lékař
- 1987 Kde bydlí štěstí, zlatník Vendelín
- 1989 Trezor, Adámek

## Další filmografie, výběr
- 1949 I andělé ztrácejí trpělivost, soustružník
- 1954 Botostroj, dělník
- 1960 Dům na Ořechovce, dr. Beránek
- 1961 Baron Prášil, Michal Ardan
- 1962 Objev na Střapaté hůrce, Ivanův otec
- 1964 Tři chlapi v chalupě, Kacíř
- 1964 Smrt si říká Engelchen, učitel
- 1966 Fantom Morrisvillu, Miki zvaný Kuřátko
- 1966 Kdo chce zabít Jessii?, právní zástupce
- 1967 Konec agenta W4C prostřednictvím psa pana Foustky, vynálezce
- 1967 Ta naše písnička česká, flašinetář
- 1969 Světáci, muž
- 1970 Pane, vy jste vdova, průmyslník Alfred Kelleti
- 1970 Svatby pana Voka, kardinál
- 1977 Zítra vstanu a opařím se čajem, White
- 1979 Poplach v oblacích, pan Tau
- 1979 Od zítřka nečaruji, pan Tau
- 1981 Zralé víno, Kyselý
- 1984 Lucie, postrach ulice, detektiv
- 1986 Mladé víno, Kyselý
- 1988 Pan Tau, Karásek/Novák/pan Tau